# Indicador del Zambeze
L'indicador del Zambeze (Prodotiscus zambesiae) és una espècie d'ocell de la família dels indicatòrids (Indicatoridae) que habita els boscos d'Etiòpia, Kenya, Tanzània, sud-est de la República Democràtica del Congo, Malawi, nord-est de Namíbia i de Botswana, Moçambic, Zimbàbue, Zàmbia i Angola.